# Masaru Matsuhashi
Masaru Matsuhashi (japanisch 松橋 優 Matsuhashi Masaru; * 22. März 1985 in der Präfektur Nagasaki) ist ein ehemaliger japanischer Fußballspieler.

## Karriere
Matsuhashi erlernte das Fußballspielen in der Universitätsmannschaft der Waseda-Universität. Seinen ersten Vertrag unterschrieb er 2007 bei Ōita Trinita. Der Verein spielte in der höchsten Liga des Landes, der J1 League. 2008 gewann er mit dem Verein den J.League Cup. Für den Verein absolvierte er 20 Erstligaspiele. 2009 wechselte er zum Zweitligisten Ventforet Kofu. 2010 wurde er mit dem Verein Vizemeister der J2 League und stieg in die erste Liga auf. Am Ende der Saison 2011 stieg der Verein wieder in die zweite Liga ab. 2012 wurde er mit dem Verein Meister der J2 und stieg wieder in die erste Liga auf. Am Ende der Saison 2017 stieg der Verein wieder ab. Für den Verein absolvierte er 195 Ligaspiele. Ende 2019 beendete er seine Karriere als Fußballspieler.

## Erfolge
Oita Trinita
- J.League Cup

Sieger: 2008